# Memorecorder

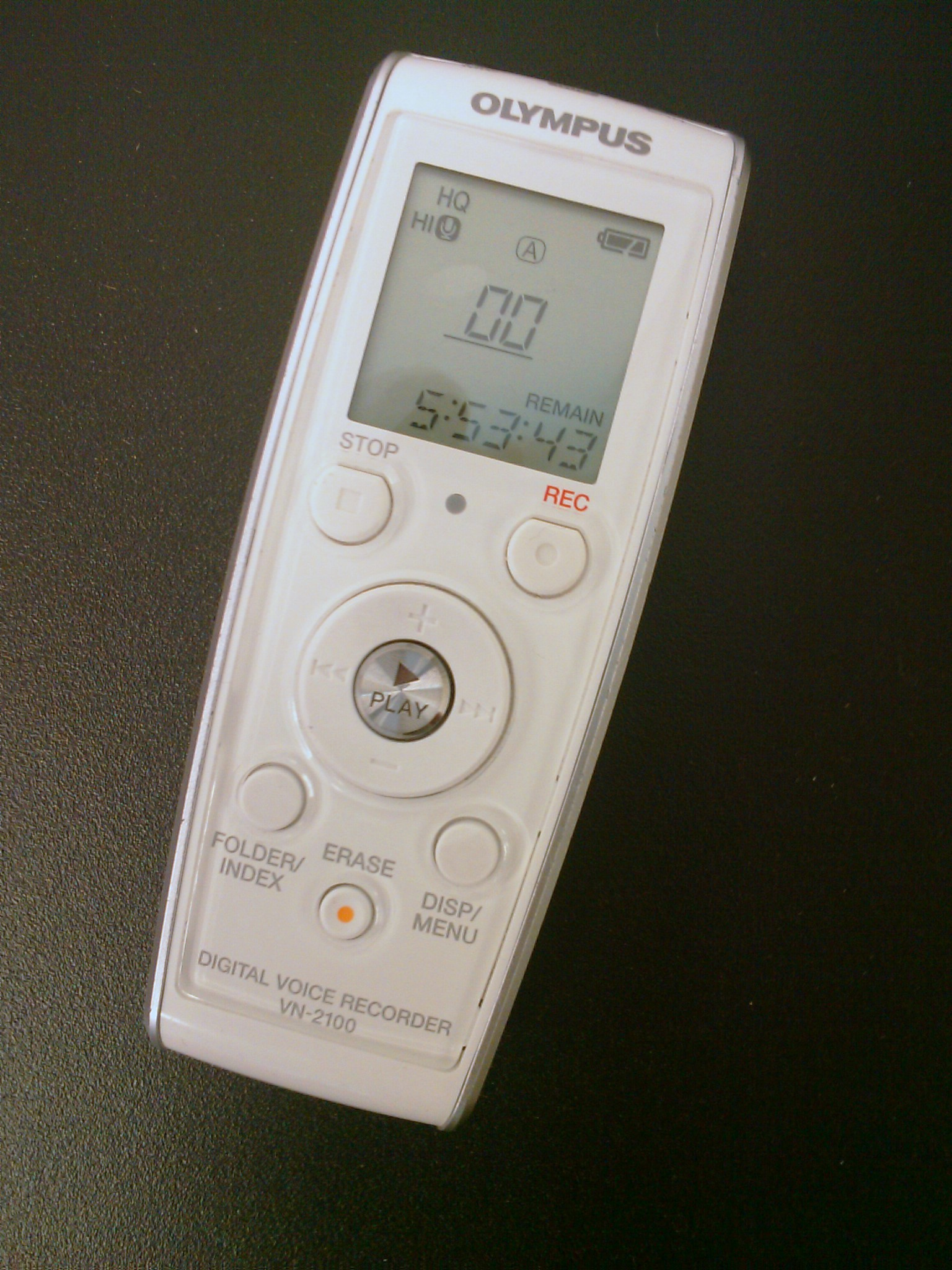
Olympus Digital Voice Recorder

Een memorecorder, voicerecorder of dictafoon is een apparaatje om boodschappen (memo's) in te spreken en vergaderingen op te nemen.

## Naam

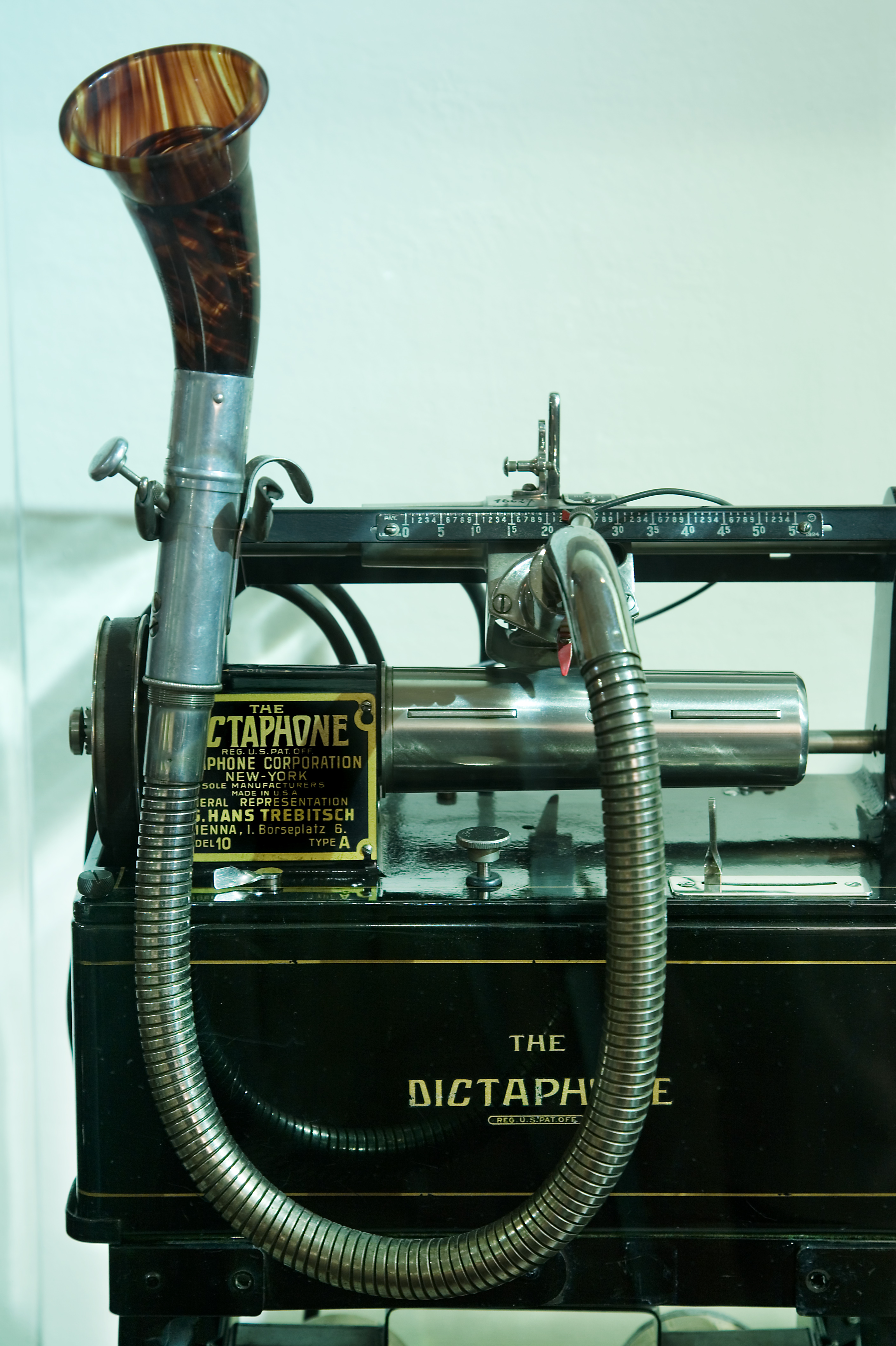
Dictaphone

In het Nederlands zijn er verschillende namen in gebruik voor hetzelfde apparaatje. De Engelstalige naam "voice recorder" lijkt steeds meer gebruikt te gaan worden.
De huidige apparaten zijn over het algemeen zowel geschikt om korte boodschappen op te nemen als om lange vergaderingen op te nemen.
1. Voicerecorder. De naam 'voicerecorder' is een algemene naam voor apparaatjes die bedoeld zijn om spraak op te nemen.
2. Memorecorder. De naam 'memorecorder' is oorspronkelijk een apparaatje om (korte) boodschappen (memo's) in te spreken als geheugensteuntje. Tegenwoordig wordt naam 'memorecorder' meer algemeen gebruikt.
3. Dictafoon. De naam 'dictafoon' is een ouderwetse benaming voor een apparaat dat lange gesprekken zoals vergaderingen op kan nemen. De Engelse naam "Dictaphone" is ook een merknaam.

Een veelgebruikte toepassing is bijvoorbeeld wanneer iemand in de memorecorder een brief inspreekt die door een secretaresse wordt uitgewerkt. Of wanneer een vergadering wordt opgenomen, om daarmee een verslag van de vergadering (de notulen) te maken.

## Techniek
Tegenwoordig worden voornamelijk nog digitale dictafoons gemaakt, die het signaal opslaan in een flashgeheugen.
Naast een ingebouwde microfoon is soms een aansluiting voor een externe microfoon aanwezig. Dit kan nodig zijn om bijvoorbeeld goede microfoons aan te sluiten om een vergadering op te nemen.
De meeste dictafoons hebben een luidspreker, zodat het meteen afgeluisterd kan worden. Meestal is ook een verbinding met een computer te maken, bijvoorbeeld met een USB-kabel.

## Geschiedenis

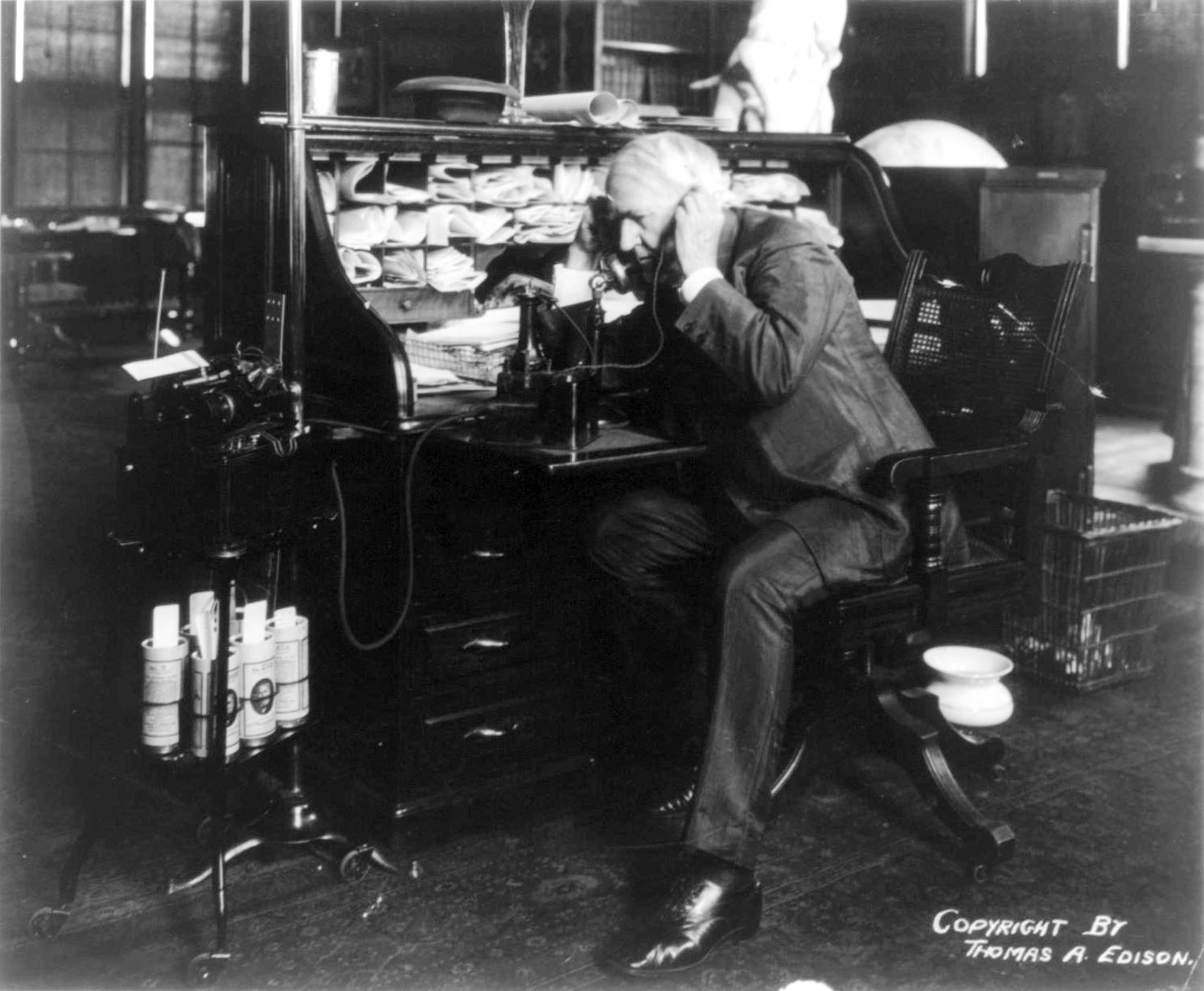
Thomas Edison spreekt in zijn dicteermachine, 1914

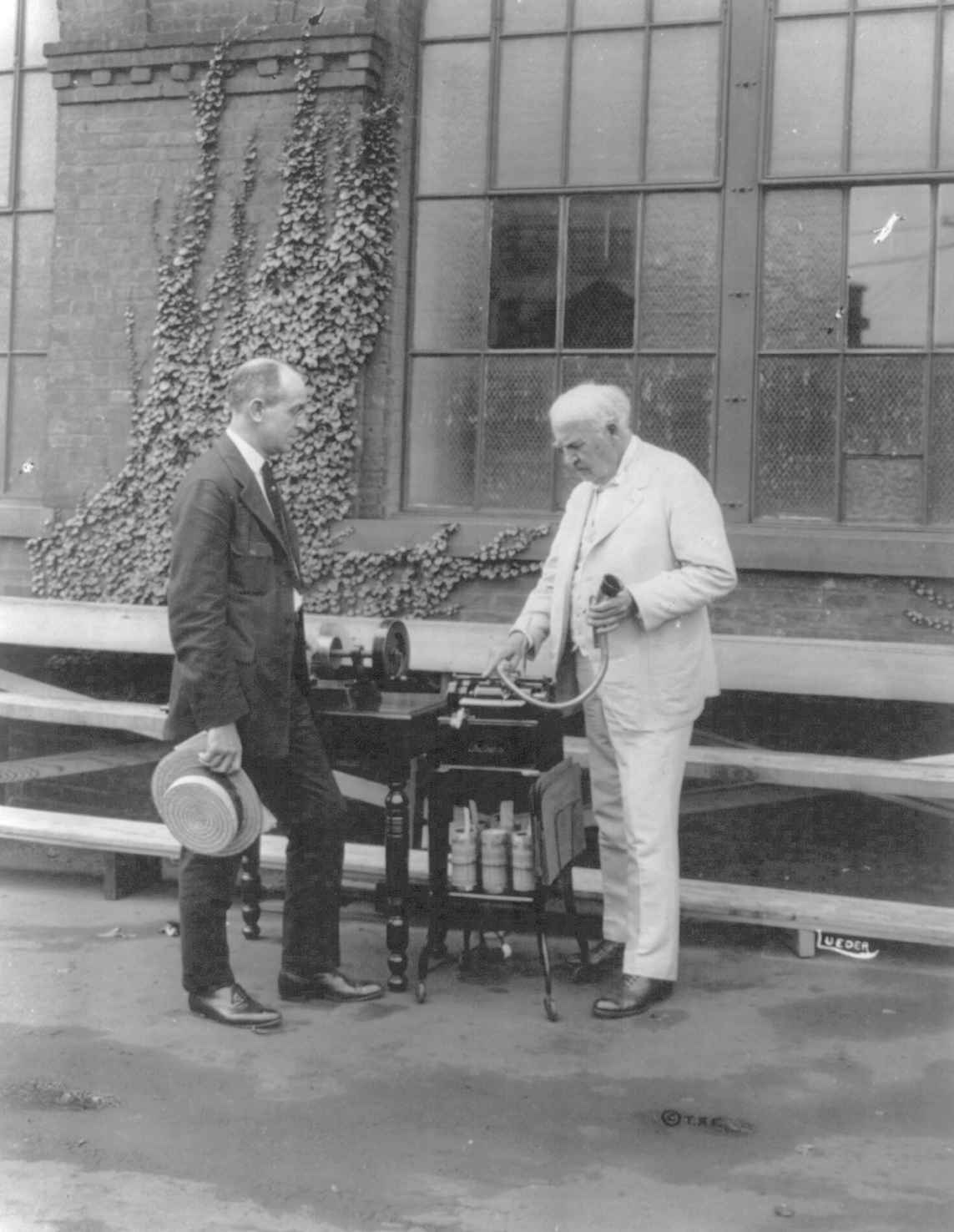
Thomas Edison en zijn dicteermachine, 1921

De eerste dictafoons werden door Thomas Edison ontwikkeld en werkten op dezelfde manier als de fonograaf door het geluid op te nemen op wasrollen. De dictafoon (door Edison dicteermachine genoemd) bestond uit een ronddraaiende wasrol, waar een naald het geluidsspoor in kerfde. Men sprak in een trechter en via een slang kwam dat bij een membraan waar de naald door werd aangestuurd.
In 1898 vond de Deense uitvinder Valdemar Poulsen de telegrafoon uit, een apparaat dat geluid omzette in elektrische trillingen en vervolgens magnetisch vastlegde op een staaldraad. Hoewel de telegrafoon eigenlijk ontworpen was als antwoordapparaat voor de telefoon bleek het ook geschikt te zijn om gebruikt te worden als dictafoon.
De bandrecorder was een bruikbaar apparaat om geluid en spraak op te nemen. Het waren echter nog steeds omvangrijke apparaten.
Met de komst van het Compact cassette werd het opnemen een stuk eenvoudiger. Met het mini cassettebandje konden de apparaten kleiner worden.
Korte tijd waren er ook Minidisc-recorders van Sony om vergaderingen en boodschappen op nemen.

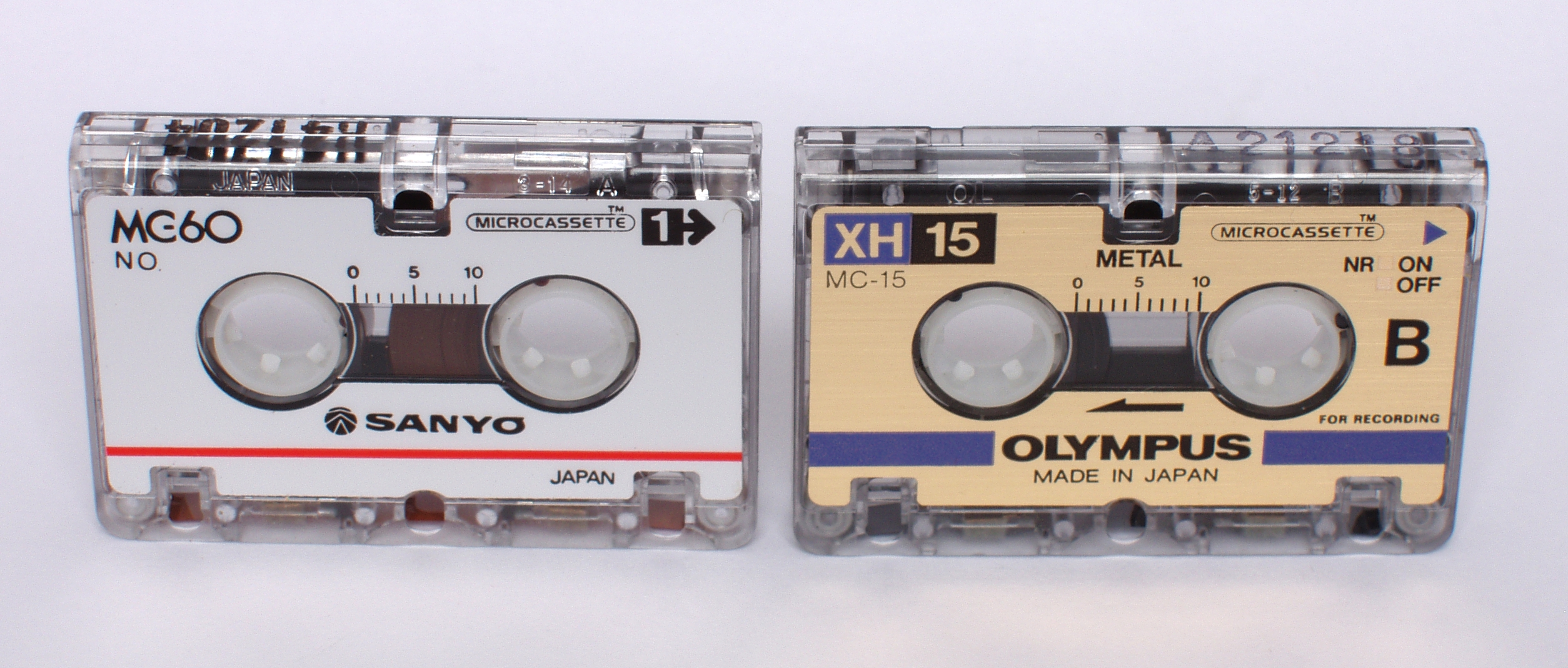
Microcassettes

De meeste memorecorders tot het jaar 2000 gebruikten een minicassettebandje. Tegenwoordig wordt vrijwel altijd een digitaal geheugen (flashgeheugen) gebruikt voor de opslag. De digitale opslag maakt het mogelijk om meteen naar een opname te springen, terwijl vroeger het bandje heen en weer gespoeld moest worden. Het bandje was wel weer gemakkelijk om aan iemand anders te geven, zoals aan een secretaresse. Als nu de opname aan iemand gegeven wordt moet ofwel het apparaatje gegeven worden, of er moet eerst verbinding met een computer gemaakt worden.
Als een boodschap in een telefoon ingesproken wordt, kan deze boodschap doorgestuurd worden via mms. Op deze manier is het niet nodig om eerst een verbinding met een computer te maken.
Door gebruik te maken van flashgeheugen voor de opslag, kunnen de apparaten heel klein gemaakt worden. Daardoor is er soms maar plaats voor een heel kleine luidspreker die niet in staat is om het opgenomen geluid goed weer te geven.
Sedert 2010 werd ook transcriptiesoftware ontwikkeld om gesproken conversaties automatisch om te zetten in schriftelijke verslagen, soms met gebruik van kunstmatige intelligentie. Het gevaar op interpretatiefouten is daarbij niet denkbeeldig.

## Andere manieren om spraak op te nemen
Andere apparaten hebben soms ook een mogelijkheid om spraak op te nemen, maar een memorecorder is er vaak speciaal voor gemaakt om bijvoorbeeld met één hand te kunnen bedienen, en is daardoor voor een zakelijke omgeving beter geschikt.
Voorbeelden van andere apparaten die soms een spraakopname mogelijkheid hebben: mp3-speler, mobiele telefoon, antwoordapparaat, fototoestel, etc.
Fabrikanten van dictafoons zijn bijvoorbeeld: Olympus Corporation, Sony Corporation en Dictaphone.